# Октябрь (Новосибирская область)
Октябрь — упразднённый посёлок в Карасукском районе Новосибирской области. На момент упразднения входил в состав Благодатского сельсовета. Исключен из учётных данных в 1982 году.

## География
Посёлок располагался на левом берегу реки Карасук, в 3,5 км (по прямой) к юго-западу от села Шилово-Курья.

## История
Решением Новосибирского облисполкома от 18.03.1982 г. № 167 посёлок исключен из учётных данных в связи с выездом населения.